# Rhododendronfink
Rhododendronfink (Callacanthis burtoni) är en asiatisk fågel i familjen finkar inom ordningen tättingar. Fågeln förekommer i bergsskogar i Himalaya. Den tros inte vara hotad och IUCN kategoriserar beståndet därför som livskraftigt.

## Utseende

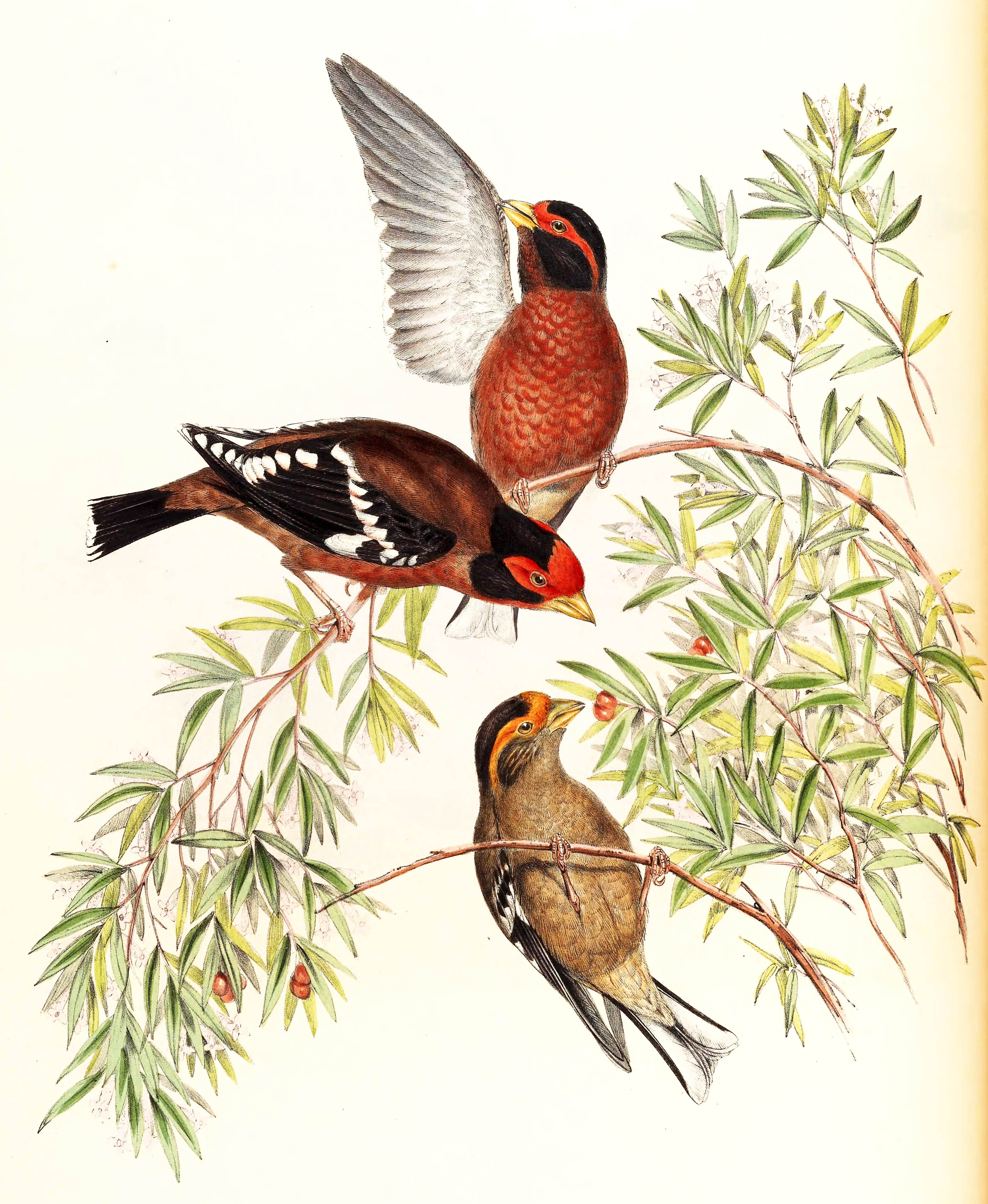

Rhododendronfinken är en stor (17–18 cm) fink, med kraftig, konformad näbb, djupt kluven stjärt och distinkt ansiktsteckning. Hanen har scharlakansrött på panna, tygel och en fläck bakom ögat, medan huvudet i övrigt är svart. Den är vidare brun på mantel och rygg, brunrosa undertill. Vingarna är svarta med vita spetsar. Honan är orangegul på huvudet där hanen är scharlakansröd och är generellt mer dämpad i färgerna.

## Utbredning och systematik
Rhododendonfinken förekommer i Himalaya (Kashmir till Nepal och Sikkim). Den behandlas som monotypisk, det vill säga att den inte delas in i några underarter. Fågeln placeras som enda art i släktet Callacanthis och är närmast släkt med epålettfinken (Pyrrhoplectes epauletta) och karmosinfinken (Agraphospiza rubescens).

## Levnadssätt
Rhododendronfinken häckar i bergsbelägen barr- och rhododendronskog på mellan 2270 och 3300 meters höjd. Den lever mestadels av skott, knoppar och frön från träd, huvudsakligen gran och Cedrus deodara, men även bark från rhododendron och olvonbär. Fågeln häckar från mitten av maj till augusti i rätt små revir där par kan häcka inom 150 meter från varandra.

## Status och hot
Arten har ett stort utbredningsområde och en stor population med stabil utveckling och tros inte vara utsatt för något substantiellt hot. Utifrån dessa kriterier kategoriserar internationella naturvårdsunionen IUCN arten som livskraftig (LC). Världspopulationen har inte uppskattats men den beskrivs som lokalt vanlig till fåtalig.

## Namn
Fågelns vetenskapliga artnamn hedrar brittiska naturforskaren Edward Burton (1790-1867).